# Barry Island
Barry Island (walis.: Ynys y Barri) ist ein Distrikt, eine Halbinsel und ein Seebad als Teil der Gemeinde Barry im Vale of Glamorgan, Süd-Wales. Die höchste Erhebung liegt bei ca. 22 m über dem Meer. Die Insel ist benannt nach einem Heiligen aus dem 6. Jahrhundert, Saint Baruc. An der Küste zum Bristol Channel erreicht der Tidenhub mit 15 m den nach der Bay of Fundy zweitgrößten Tidenfall weltweit.
Bis 1880 war die Insel unabhängig vom Festland und wurde erst mit dem Festland verbunden, als sich während der Industrialisierung die Stadt Barry stark vergrößerte. Zum Teil geht dies auf die Eröffnung der Barry Docks zurück, die von der Barry Railway Company errichtet wurden. David Davies gründete die Docks, die heute die Meerenge überbrücken, welche die Insel früher vom Festland trennte.
Auf Barry Island gab es bis 1996 ein Butlin’s Holiday Camp. Heute ist es jedoch bekannt für seinen Strand und den Barry Island Pleasure Park.

## Geschichte

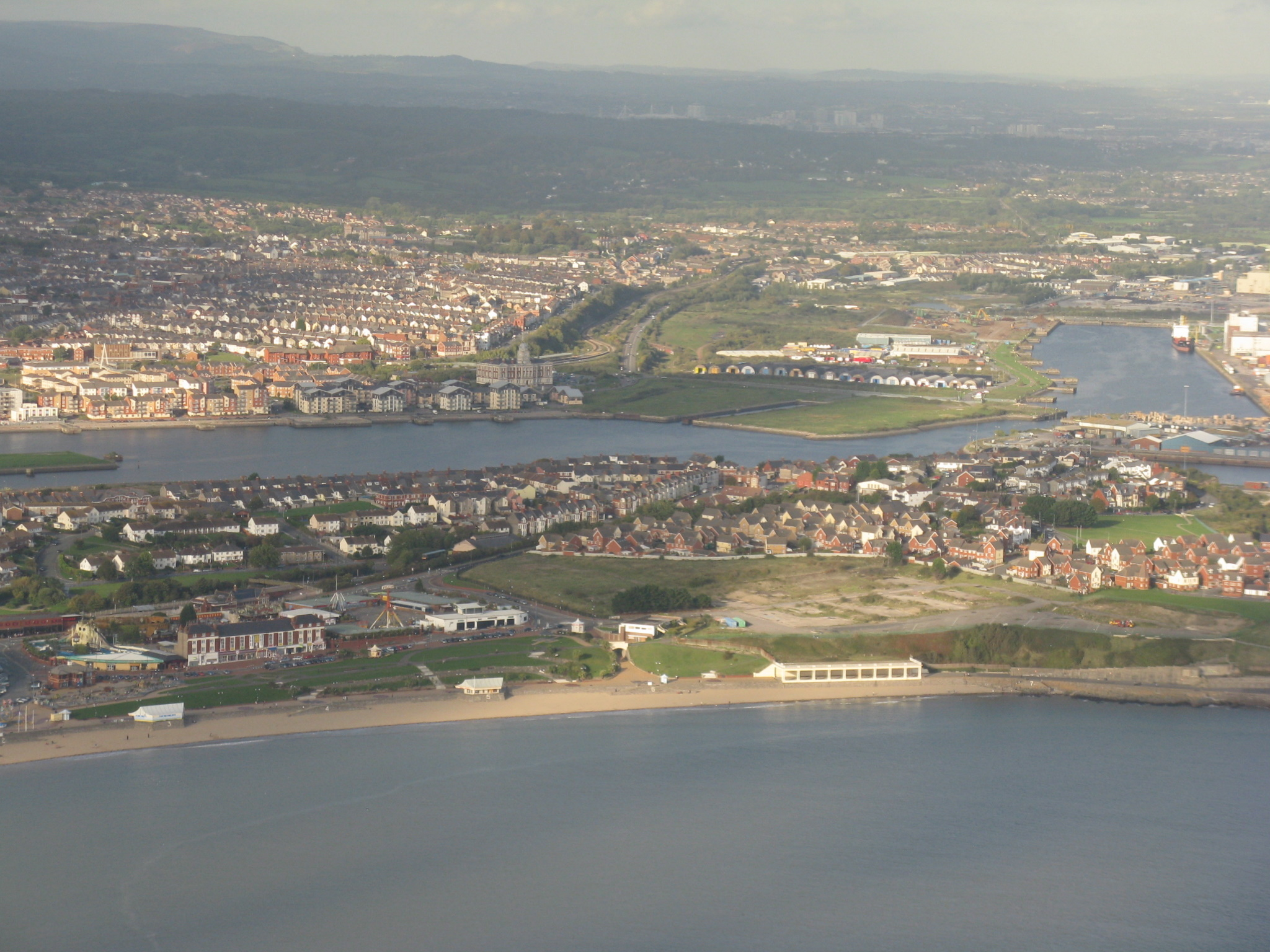
Blick über die Insel und Docks

### Vorgeschichte
Die Gegend ist voll von Zeugnissen frühmenschlicher Besiedlung. Mesolithische oder steinzeitliche Mikrolith-Flintstein-Werkzeuge wurden bei Friars Point auf Barry Island und bei Wenvoe und neolithische Steinäxte wurden bei St. Andrews Major gefunden. Das Gebiet war dicht bewaldet, von daher waren Wanderungen an Land recht beschränkt. Wahrscheinlich kamen die ersten Siedler über das Meer, zum Teil wohl von der Iberischen Halbinsel. Der Lebensunterhalt der jungsteinzeitlichen Siedler, die von den lokalen Bevölkerungsteilen aufgenommen wurden, wechselte langsam vom Jagen und Sammeln zu geregelter Landwirtschaft. Bei St Lythans und Tinkinswood wurden ca. 6.000 vor Christus Hünenbetten errichtet, nur 4 km und 6 km nördlich von Barry Island.

### Völkerwanderungen
Während der folgenden Jahrhunderte wuchs die Bevölkerung langsam. Techniken von Bronzezeit und Eisenzeit formten die keltischen Kulturen. Wie der größte Teil von Wales wurde Barry Island von Britonen besiedelt, die als Silurer bekannt waren. Aus der Bronzezeit haben sich fünf Tumuli, oder cairns bei Friars Point erhalten.
Aus römischer Zeit sind auf Barry Island keine Spuren erhalten. Die nächstgelegenen Fundorte aus dieser Zeit liegen in Barry und Llandough. Die Menschen nahmen das Christentum an und errichteten eine Kapelle für St. Baruc, einem Schüler von St. Cadoc. Der Heilige hatte einst vergessen, auf einer Reise nach Flat Holm St. Cadocs Bücher mit sich zu nehmen, und wurde daraufhin zurückgesandt. Auf der Rückreise ertrank er im Bristolkanal. Er wurde auf Barry Island bestattet. Die Ruinen des Kirchleins sind noch heute in der Friars Road zu besichtigen. Sein Gedenktag ist der 27. September.
Als die Wikinger Raubzüge in der Gegend unternahmen, war Barry Island um 1087 als einer ihrer Stützpunkte bekannt.

### Gerallt Gymro

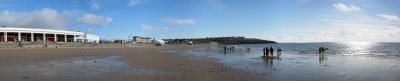
Whitmore Bay Beach

Der normannisch-welsche Chronist Gerallt Gymro (1146–1223) beschrieb in The Itinerary of Archbishop Baldwin through Wales (auch: The Journey through Wales) die Herkunft seines Familiennamens. Gerallt Gymro schreibt:
„Not far from Caerdyf (sic) is a small island situated near the shore of the Severn, called Barri, from St. Baroc, who formerly lived there, and whose remains are deposited in a chapel overgrown with ivy, having been transferred to a coffin. From hence a noble family, of the maritime parts of South Wales, who owned this island and the adjoining estates, received the name of de Barri.“
„Nicht weit von Caerdyf ist eine kleine Insel in der Nähe von Severns Ufer, genannt Barri, von St. Baroc, der früher dort lebte, und dessen Überreste in einem Sarg in einer Kapelle niedergelegt wurden, die mit Efeu überwuchert ist. Daher erhielt eine edle Familie vom Küstengebiet von South Wales, die dieses Eiland und die umgebenden Ländereien besaß, den Namen Barri.“ Und er beschreibt ausführlich die Insel:
„It is remarkable that, in a rock near the entrance of the island, there is a small cavity, to which, if the ear is applied, a noise is heard like that of smiths at work, the blowing of bellows, strokes of hammers, grinding of tools, and roaring of furnaces; and it might easily be imagined that such noises, which are continued at the ebb and flow of the tides, were occasioned by the influx of the sea under the cavities of the rocks. Many locals believe it instead to be the ghost of a local hero they call Benedict y Diffoddwr or in English Benedict the Fighter. It is said that when his ship, The Tam Lyn, was overrun by pirating Spaniards he almost single-handedly fought and killed the entire body of pirates even after they had slaughtered his entire crew. He then managed to sail his ship back to port on his own where he was heralded as a hero. They say after many other voyages during which it is rumoured he fought off many other pirates (source unverifiable) he eventually died when he was caught in a great storm on the coast, during which his ship was irreparably damaged and sunk to the bottom of the ocean. The locals who believe the legend of Benedict claim that their defender still lingers in the rocky areas on the South coast, protecting the inhabitants from foreign invaders.“
Es ist bemerkenswert, dass sich in einem Felsen am Landeplatz der Insel eine kleine Höhlung befindet, in der man, wenn man das Ohr daran hält, Geräusche hört, die sich wie Schmiede am Werk, das Fauchen der Blasebälge, das Schlagen der Hämmer, Schleifen der Werkzeuge und Brüllen des Ofens anhören; und man kann sich leicht vorstellen, dass solcher Lärm, der während Ebbe und Flut fortdauert, durch das Strömen der See unter den Höhlungen der Felsen hervorgerufen wird. Viele Einheimische glauben jedoch, es sei der Geist eines örtlichen Helden, den sie Benedict y Diffoddwr (Benedikt der Kämpfer) nennen. Man sagt, er habe, als sein Schiff, die Tam Lyn, von spanischen Piraten überfallen wurde, beinahe einhändig die ganze Mannschaft der Piraten bekämpft und erschlagen, obwohl diese schon seine Mannschaft ermordet hatte. Er schaffte es denn auch, sein Schiff zurück in den Hafen zu steuern, wo er als Held gefeiert wurde. Man sagt, dass er nach vielen weiteren Reisen, auf denen er gerüchteweise viele andere Piraten bekämpfte, schließlich starb, als er einem großen Sturm an der Küste erlag, während dessen sein Schiff völlig zerstört wurde und auf den Grund des Meeres sank. Die Einheimischen, die diese Legende glauben, behaupten, dass ihr Beschützer immer noch in den felsigen Bereichen der Küste herumstreicht und die Einwohner vor Angreifern schützt.
Die Edition der Everyman’s Library von 1908 enthält eine kurze Beschreibung von Barry Island durch den Benediktiner Hugh Paulinus de Cressy (~1605–1674): „Barri Island is situated on the coast of Glamorganshire; and, according to Cressy, took its name from St. Baruc, the hermit, who resided, and was buried there. The Barrys in Ireland, as well as the family of Giraldus, who were lords of it, are said to have derived their names from this island. John Leland, in speaking of this island, says, 'The passage into Barrey isle at ful se is a flite shot over, as much as the Tamise is above the bridge. At low water, there is a broken causey to go over, or els over the shalow streamelet of Barrey-brook on the sands. The isle is about a mile in cumpace, and hath very good corne, grasse, and sum wood; the ferme of it worth aio a yere. There ys no dwelling in the isle, but there is in the middle of it a fair little chapel of St. Barrok, where much pilgrimage was usid.'“
Barri Island liegt an der Küste Glemorganshires und führt laut Cressy seinen Namen auf St. Baruc zurück, dem Einsiedler, der dort lebte und begraben wurde. Die Barrys in Irland sowie die Familie von Giraldus, die dort Herren waren, sollen ihren Namen von der Insel haben. John Leland spricht von der Insel und sagt: Die Passage zur Barry-Insel ist bei hoher Flut einen Pfeilschuss weit, so wie die Tamise (Themse) oberhalb der Brücke ist. Bei Niedrigwasser gibt es einen holprigen Sund darüber zu gehen, oder auch über das seichte Strömlein von Barrey-Brook über den Sand. Die Insel ist etwa eine Meile von Umfang, und hat sehr gutes Getreide, Gras und Holz; das Farmland ist ~~ wert. Es gibt keine Häuser auf der Insel, aber in der Mitte steht eine schöne kleine Kapelle von St. Barrock, wo weiland viel Pilgerfahrt war. Ernest Rhys, der Herausgeber, ergänzt 1908: „Die 'schöne kleine Kapelle' ist verschwunden und Barry Island ist nun, seit der Konstruktion des großen Docks, mit dem Festland verbunden, es ist mit Häusern bestanden, und sein geschätzter Kapitalwert liegt bei £250,000.“

### Modern Times

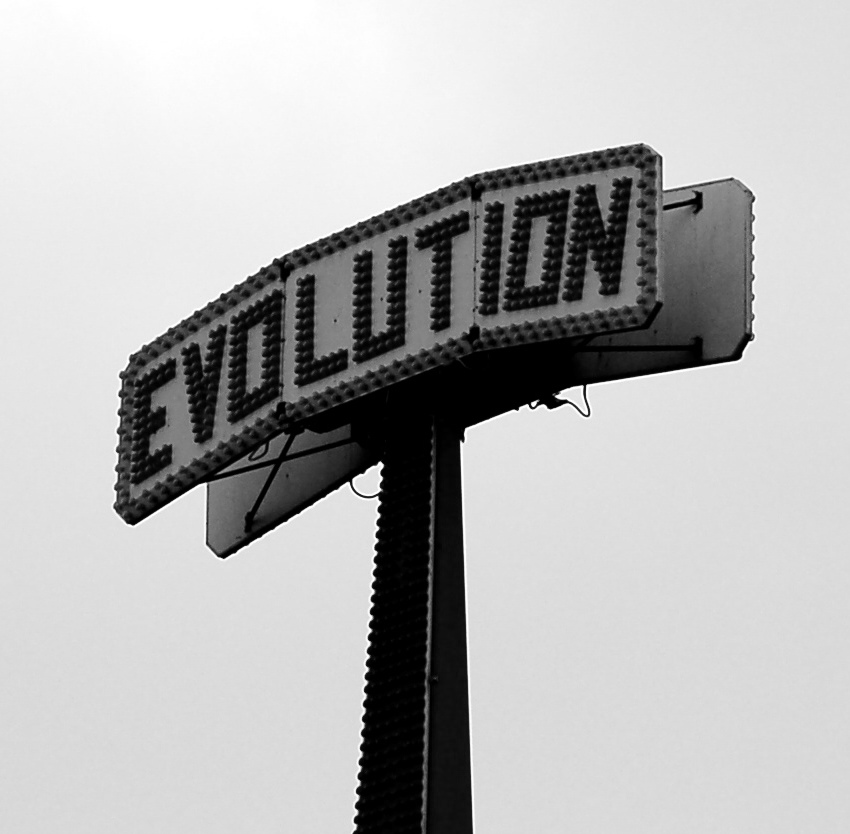
Das Evolution-Fahrgeschäft im Barry Island Pleasure Park.

Bis 1896 war der einzige Zugang zur Insel entweder zu Fuß über Sand und Schlamm bei Ebbe, oder bei Flut mit den Raddampfern der Yellow Funnel Line. Dann wurde ein Pier erbaut, das die Insel mit dem Festland verband. Die 228,6 m (250 yards) lange Konstruktion ist Teil der Barry Island railway station und damit die Endstation der Vale of Glamorgan Line nach Cardiff. Die Strecke führt auf ca. 14 km (9 mi) nach Nordosten. Seither wurden auf der Insel verschiedene Touristenattraktionen gebaut, und schon 1934 zählte der Freizeitpark zur August Bank Holiday week mehr als 400.000 Besucher.

Die Asche des britischen Serienmörders Frederick West wurde 1995 an der Küste von Barry Island verstreut. Und der Rollerblade-Champion aus Barry Rich Taylor starb nach einem Skate-Unfall am 2. August 2004 in der Barry Street.
Am 25. Juli 2008 sendete die Scott Mills Show von BBC Radio 1 eine Sonderausgabe ihrer Summer Events mit dem wiederkehrenden „Barryoke“-Thema. Dabei wurde der Song Smooth Barry als Anspielung auf Smooth Criminal von Michael Jackson gespielt.
2012 wurde der Wales Coast Path eröffnet, der rund um Barry Island eine Schleife zieht, bevor er in Richtung auf Llantwit Major weiter nach Westen führt.

## Holiday Camp

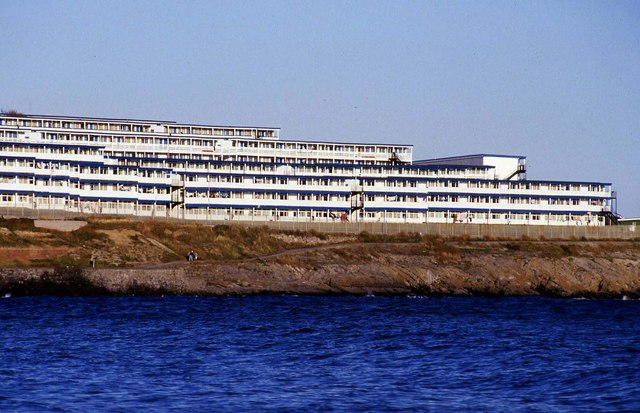
Ferienwohnungen

Butlin’s Barry Island war ein Holiday Camp, das von 1966 bis 1996 auf der Insel betrieben wurde. Nachdem dem Verkauf durch Butlin’s wurde es noch neun Jahre lang als The Barry Island Resort-Seebad weiterbetrieben.

## Populärkultur

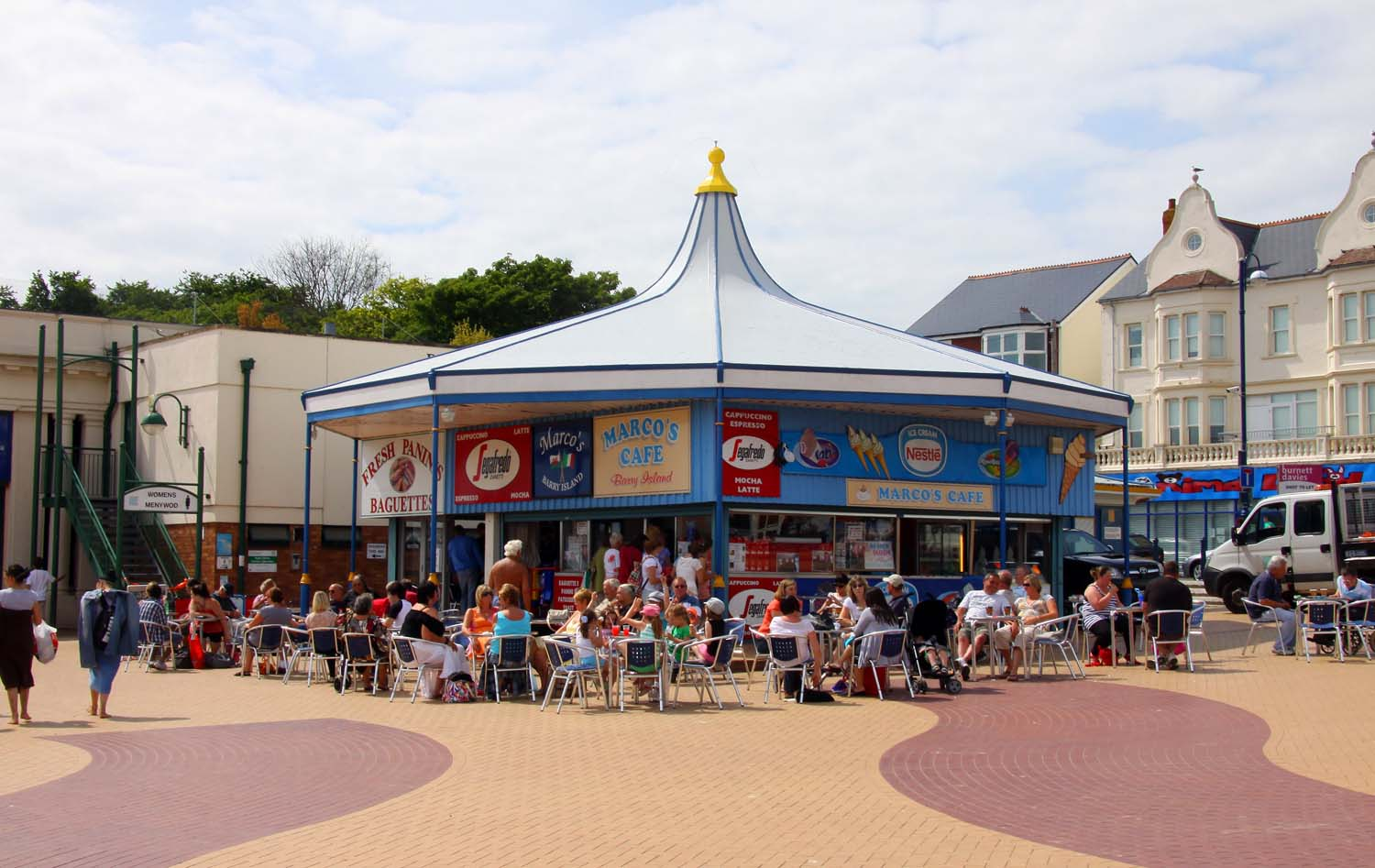
Marco’s Cafe, Barry Island, Kulisse in Gavin & Stacey

Das Holiday Camp war Drehort für mehrere Folgen der Serie Doctor Who (als „Shangri-La“ holiday camp in Delta and the Bannermen, The Empty Child (2005) und The Doctor Dances als Kulisse für eine zerbombte Straße Londons von 1941.).
Die BBC-Serie Gavin & Stacey handelt teilweise in Barry und wird dann dort produziert.

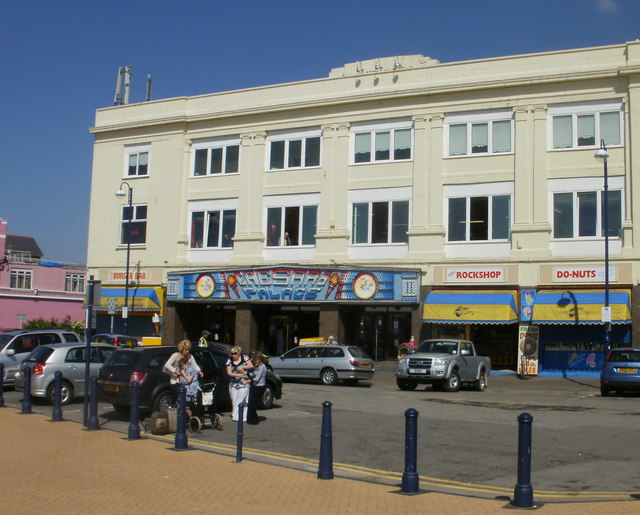
Caesar’s Palace

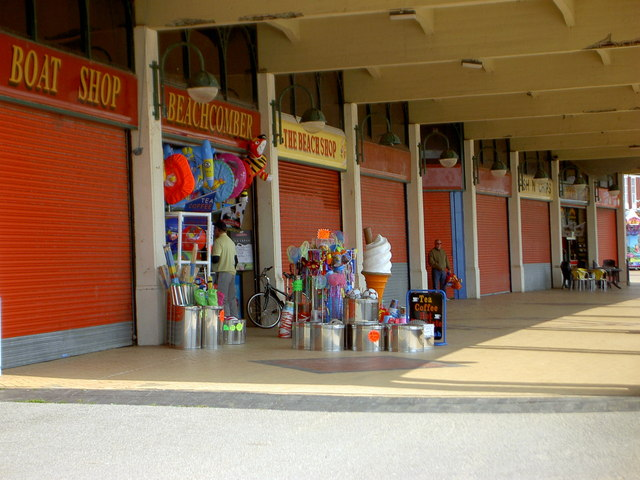
Einkaufsmeile

Darüber hinaus war die Insel Kulisse für Pleasure Park bei ITV Wales (It’s My Shout-Kurzfilme) und für The Mad Woman in the Attic (dritte Staffel der Sarah Jane Adventures), sowie die dritte, vierte und fünfte Staffel von Being Human und den Film Submarine. Im Debütalbum von Silvery (2008) wird im Lied Warship Class Barry Island erwähnt.